# Urs P. Gasche
Urs Paul Gasche (* 1. März 1945 in Basel; heimatberechtigt in Bolken und Basel) ist ein Schweizer Journalist, Publizist und ehemaliger Fernsehmoderator.

## Leben und Karriere
Nach Abschluss seines Studiums am H.E.I. in Genf arbeitete er von 1969 bis 1982 als Journalist für verschiedene Zeitungen, sowie für das Schweizer Fernsehen. Von 1982 bis 1985 war er Chefredaktor der Berner Zeitung.
Von 1986 bis 1996 leitete und moderierte er die Konsumentenschutz-Fernsehsendung Kassensturz. Bis 2004 war er Mitherausgeber der Zeitschriften K-Tipp, Puls-Tipp, Bon à Savoir und Mitinhaber der TV-Produktionsgesellschaft X-Productions. Seither ist er als freier Publizist tätig und arbeitet insbesondere für die Internet-Zeitung Infosperber. Gasche gehört zu den Gründern des Online-Magazins Infosperber und leitete die Redaktion bis 2025, er war auch Präsident der Schweizerischen Stiftung zur Förderung unabhängiger Information (SSUI), welche Infosperber herausgibt. Am 1. Juli 2025 übergab er des Präsidium sowie die Leitung der Redaktion an Hannes Britschgi. Gasche bleibt Mitglied des Stiftungsrats und wird sich publizistisch weiter für Infosperber engagieren.
Seit 1981 veröffentlicht er in unregelmässigen Abständen Bücher zu unterschiedlichen Themenbereichen.

## Bücher
- Bauern, Klosterfrauen, Alusuisse. Wie eine Industrie ihre Macht ausspielt, Beamte den Volkswillen missachten und die Umwelt kaputt geht. Eine wahre Schweizer Geschichte. Zytglogge, Gümligen 1981, ISBN 3-7296-0126-1.
- Le scandale Alusuisse. La guerre du fluor en Valais. Editions d'en bas, Lausanne 1982, ISBN 978-2-8290-0027-0.
- Kassensturz. Die Macher packen aus. (Mitverfasser). Werd, Zürich 1989, ISBN 3-85932-012-2.
- Die 60 besten Tips. Werd, Zürich 1991, ISBN 3-85932-072-6
- Das Geschwätz von der freien Marktwirtschaft. Wie Unternehmen den Wettbewerb verfälschen, die Natur ausbeuten und die Steuerzahler zur Kasse bitten. (mit Hanspeter Guggenbühl, Werner Vontobel). Rio, Zürich 1996, ISBN 3-907768-15-9.
- Das Geschwätz vom Wachstum (mit Hanspeter Guggenbühl). Orell Füssli, Zürich 2004, ISBN 3-280-05101-0.
- Kreuzverhör: Gesundheitskosten. Orell Füssli, Zürich 2006, ISBN 3-280-06078-8.
- Geplagt und enteignet. Die Süd- und Ostanflüge auf den Flughafen Zürich – und ihre Folgen für die Anwohner. (Hrsg.). Orell Füssli, Zürich 2006, ISBN 3-280-05211-4.
- Schluss mit dem Wachstumswahn – Plädoyer für eine Umkehr. (mit Hanspeter Guggenbühl). Rüegger Verlag, Zürich 2010, ISBN 978-3-7253-0965-8.

## Auszeichnungen
- 1981: Zürcher Journalistenpreis